# Stazione di Rotondi-Paolisi
La stazione di Rotondi-Paolisi è la fermata ferroviaria a servizio dei comuni di Rotondi e Paolisi. La stazione è ubicata sulla ferrovia Benevento-Cancello.

## Strutture e impianti
La stazione, situata alla periferia di Rotondi, è impresenziata e dispone di un fabbricato viaggiatori a due piani, che ospita la sala d'attesa.
È dotata di un binario passante utilizzato per il servizio viaggiatori.

## Movimento
Nella stazione fermano quasi tutti i treni per Benevento e Napoli. Il traffico viaggiatori è discreto.
La linea è sospesa ed autosostituita dal 2021 per lavori di ammodernamento della linea.

## Interscambi
- Autobus extraurbani[1]